# Oranienplatz
Der Oranienplatz ist ein Stadtplatz im Berliner Ortsteil Kreuzberg (SO 36) des Bezirks Friedrichshain-Kreuzberg. Er bildet das Zentrum der historischen Luisenstadt.

## Lage und Erschließung

Lage des Oranienplatzes

Die Straßenzüge Oranienstraße in Ost-West-Richtung (OSO–WNW) und Dresdener Straße in Nord-Süd-Richtung (NNW–SSO) kreuzen den Oranienplatz.
Außerdem münden folgende Straßen in den Oranienplatz:
- Parallel dem ehemaligen Luisenstädtischen Kanal (NNO-SSW) folgend:
  - Legiendamm (früher: Luisenufer)[1]
  - Leuschnerdamm (früher: Elisabethufer)[1]
  - Erkelenzdamm (früher: Elisabethufer)[1]
  - Segitzdamm (früher: Luisenufer)[1]
- Als Stichstraße am Oranienplatz endend: (ONO)
  - Naunynstraße[2]

## Geschichte
Der Platz wurde 1841–1852 nach Entwürfen von Peter Joseph Lenné angelegt und 1848 durch den Bau des Luisenstädtischen Kanals zweigeteilt. Beide Teile wurden 1906 mittels einer breiten Straßenbrücke mit vier gigantischen steinernen Bogenlampen-Kandelabern im Jugendstil verbunden, die auf Pläne des Architekten Bruno Schmitz basierte. Der Gartenarchitekt Hermann Mächtig gestaltete zu dieser Gelegenheit den Platz entsprechend um.

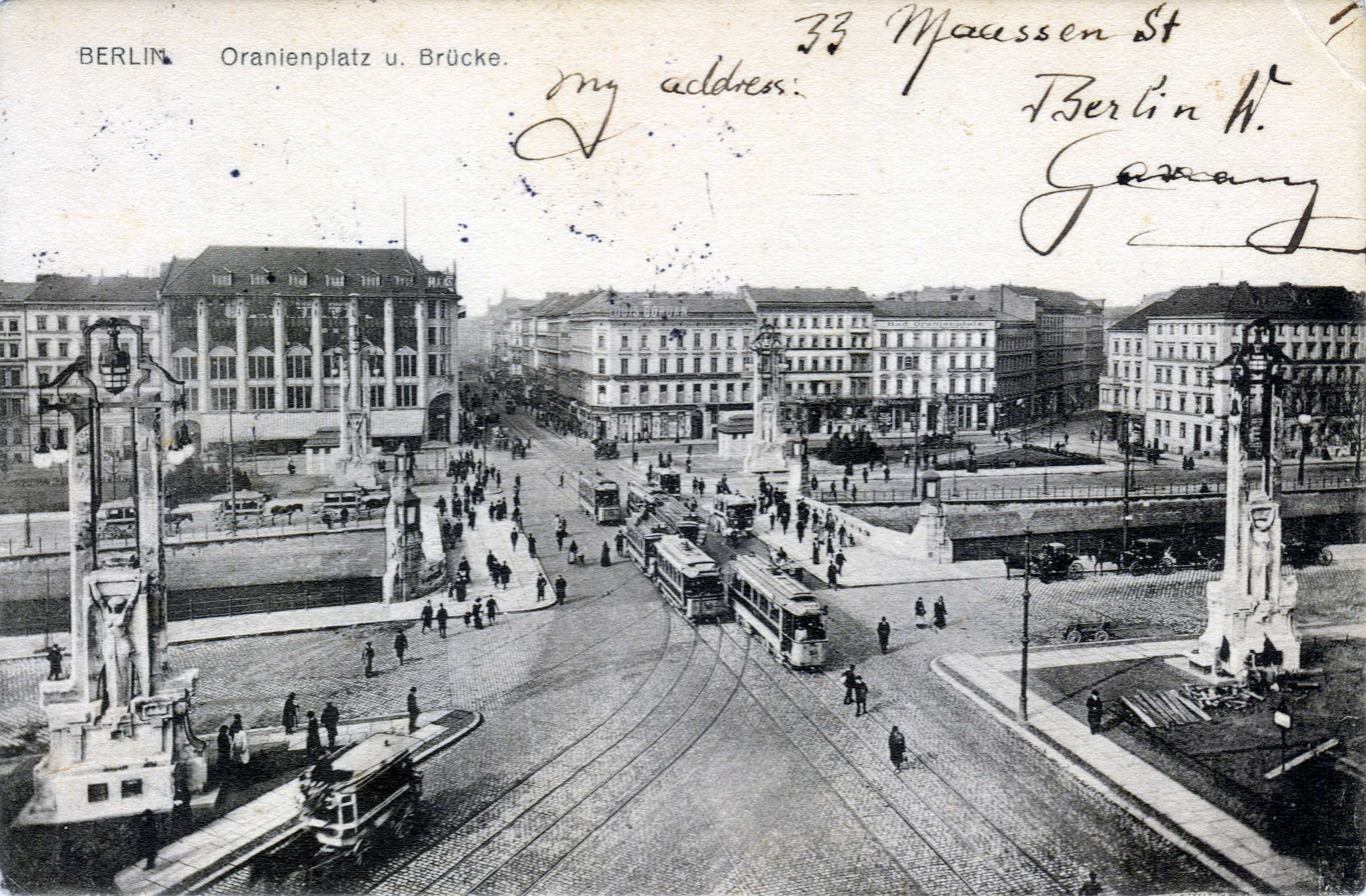
Oranienplatz nach der Umgestaltung von 1906

In der Mitte des rechteckigen Oranienplatzes überspannte die Oranienbrücke den Luisenstädtischen Kanal, auf der sowohl die Oranien- als auch die Dresdener Straße mit ihren Straßenbahnlinien den Kanal überquerten. Zu Postkutschenzeiten führte hier auf der alten Dresdener Straße der Weg von Berlin über Mittenwalde nach Sachsen. Mit ihren von Hugenotten angelegten Gärten bildete die Oranienstraße (bis 1849: Orangenstraße) damals die südöstliche Stadtgrenze. Nach der Märzrevolution 1848 entstand als Arbeitsbeschaffungsmaßnahme zwischen Spree und Landwehrkanal der Luisenstädtische Kanal, der aber kaum ein Fließgewässer darstellte. So beschloss der Magistrat am 16. Januar 1926, das stehende und stinkende Gewässer mit dem Erdaushub der U-Bahn-Baustelle zu verfüllen. Zwischen den Ufermauern entstand 1926–1928 nach Plänen von Erwin Barth der Kanalpark. Die Oranienbrücke mit ihren auffälligen Jugendstilkandelabern, eine von neun Kanalquerungen, wurde bei diesen Umbauten abgetragen.
Die West-Berliner Autobahnplanungen der 1960er Jahre sahen vor, die Südtangente als Bundesautobahn 106 und die Osttangente als Bundesautobahn 102 auf dem Oranienplatz in einem Autobahnkreuz aufeinandertreffen zu lassen. Die in den Flächennutzungsplänen von 1965 und 1985 vorgesehenen massiven Eingriffe in die gewachsene Stadtstruktur werden nicht mehr verfolgt.
Angesichts seiner starken Frequentierung im Herzen Kreuzbergs wurde der Platz mit seiner linsenförmigen Mittelinsel mehrfach umgestaltet. Die letzte Umgestaltung wurde 2007 abgeschlossen.
Seit den 1990er Jahren ist der Oranienplatz ein Gartendenkmal.
Zwischen 2012 und 2014 befand sich auf dem Oranienplatz ein nicht genehmigtes Protestcamp von Flüchtlingen, die für die Änderung des Asylbewerbergesetzes und für eine Aufenthaltsgenehmigung demonstrierten. Eine Räumung durch die Polizei war in dieser Zeit Gegenstand intensiver öffentlicher Diskussionen zwischen dem Berliner Senat und dem von der Bezirksbürgermeisterin Monika Herrmann (Bündnis 90/Die Grünen) geführten Bezirksamt Friedrichshain-Kreuzberg sowie in der rot-schwarzen Regierungskoalition im Senat selbst. Die Räumung erfolgte im April 2014 trotz bestehender Vereinbarungen, die aus offiziellen Verhandlungen zwischen den protestierenden Flüchtlingen und dem von Dilek Kolat (SPD) vertretenen Senatsressort resultierten. Nach mehreren Protesten, unter anderem einem Hungerstreik, wurde im selben Monat am Oranienplatz ein Infopoint eröffnet, der als „Informations- und Protestplattform für die Rechte der Flüchtlinge“ fungiert. Als Ergebnis der obengenannten Verhandlungen und schriftlicher Vereinbarungen mit dem Bezirk Friedrichshain-Kreuzberg besteht das Recht auf eine Nutzung des Platzes, um die Interessen von Flüchtlingen zu vertreten. Dieses Recht beinhaltet unter anderem das Aufstellen einer geeigneten Örtlichkeit hierfür.

## Bebauung
An der nördlichen Seite des Platzes steht seit 1986 der Drachenbrunnen. Dieser aus Granitblöcken geschlagene und mit einem runden Bassin ausgestattete Schmuckbrunnen entstand nach einem Entwurf des Künstlers Wigand Witting.
Alle Ecken des Platzes sind mit Wohnmietshäusern bebaut, die teilweise um die Wende des 19. zum 20. Jahrhundert errichtet wurden. Die Häuser Nummer 1–10, 14/16 und 17 sind gelistete Baudenkmale.
Das Haus Oranienplatz 15 (historische Adresse: Elisabethufer 37) gehörte dem Historienmaler Georg Friedrich Bolte und später dessen Sohn Johannes Bolte, die mit ihren Familien dort wohnten.
In den meisten Häusern rund um den Platz befanden sich anfangs Läden, so auch im Eckhaus Oranienplatz 14 / Erkelenzdamm 1. Hier wurde 1860 die Oranien-Apotheke eröffnet, die unter anderem Hoflieferant des Kaisers und Königs für die deutschen Kolonialgebiete und Schutztruppen war. Die Einrichtung mit Holzmobiliar, kleinteiligen Apothekerschränkchen und einer hohen Stuckdecke entsprach den damaligen Vorstellungen einer Verkaufseinrichtung und ist über die Jahrhunderte erhalten geblieben. Die Apotheke musste im Jahr 2015 schließen, die neuen Pächter der Räumlichkeiten gestalteten die historische Einrichtung unter ihrem weitestgehenden Erhalt zum Café Ora um. Seit 2020 wird das Ora als Restaurant betrieben.
Drei der Gebäude entstanden auch als Warenhäuser: Oranienplatz 2 Damenkonfektionshaus Massen, 1903/1904 von Breslauer & Salinger sowie Oranienplatz 4–10, ein Kaufhaus der Konsumgenossenschaft Berlin, erbaut 1931–1933 von Taut & Hoffmann. In dem Eckhaus Nr. 17/Oranienstraße 40 war ab 1913 das Kaufhaus Brenninkmeyer beheimatet. Später befand sich dort im Erdgeschoss die Lebensmittel-Supermarktkette Plus und in den Obergeschossen Frank’s Billardsalon und die Hard-Rock-Diskothek Trash. Beide Lokalitäten waren in der Berliner Szene gut bekannt und mussten hintereinander in den Jahren nach der Jahrtausendwende schließen. Nach Jahren des Leerstandes wurde das Baudenkmal von dem bayrischen Investor Dietmar Müller-Elmau zwischen 2014 und 2017 zum Hotel Orania.Berlin umgebaut.

## U-Bahnhof am Oranienplatz

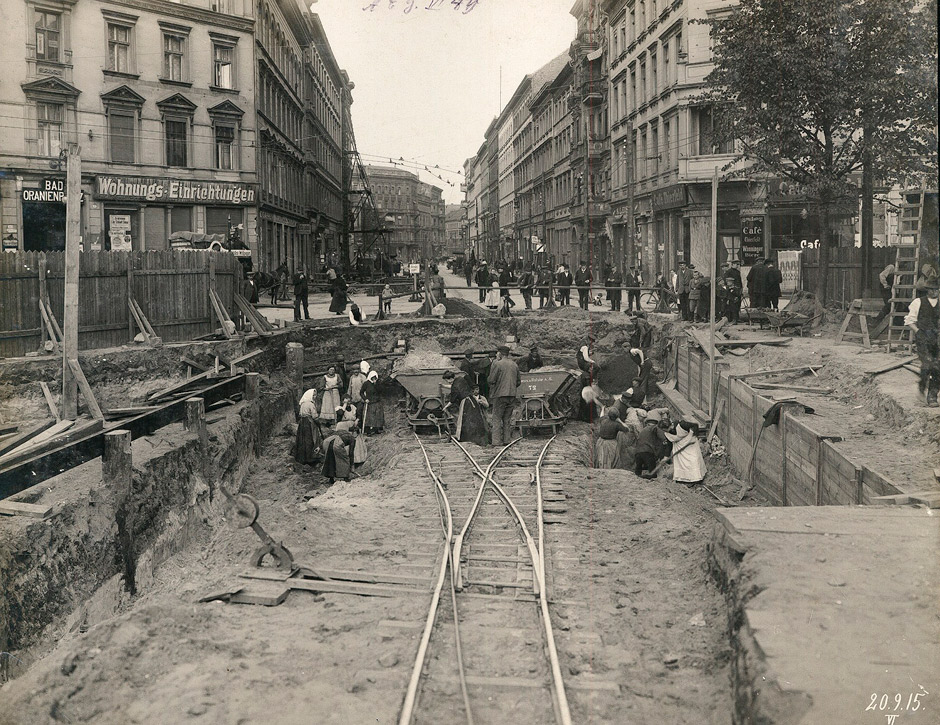
Blick in die Dresdener Straße in Richtung Alexanderplatz aus der Zeit des U-Bahn-Baus am Oranienplatz, September 1915

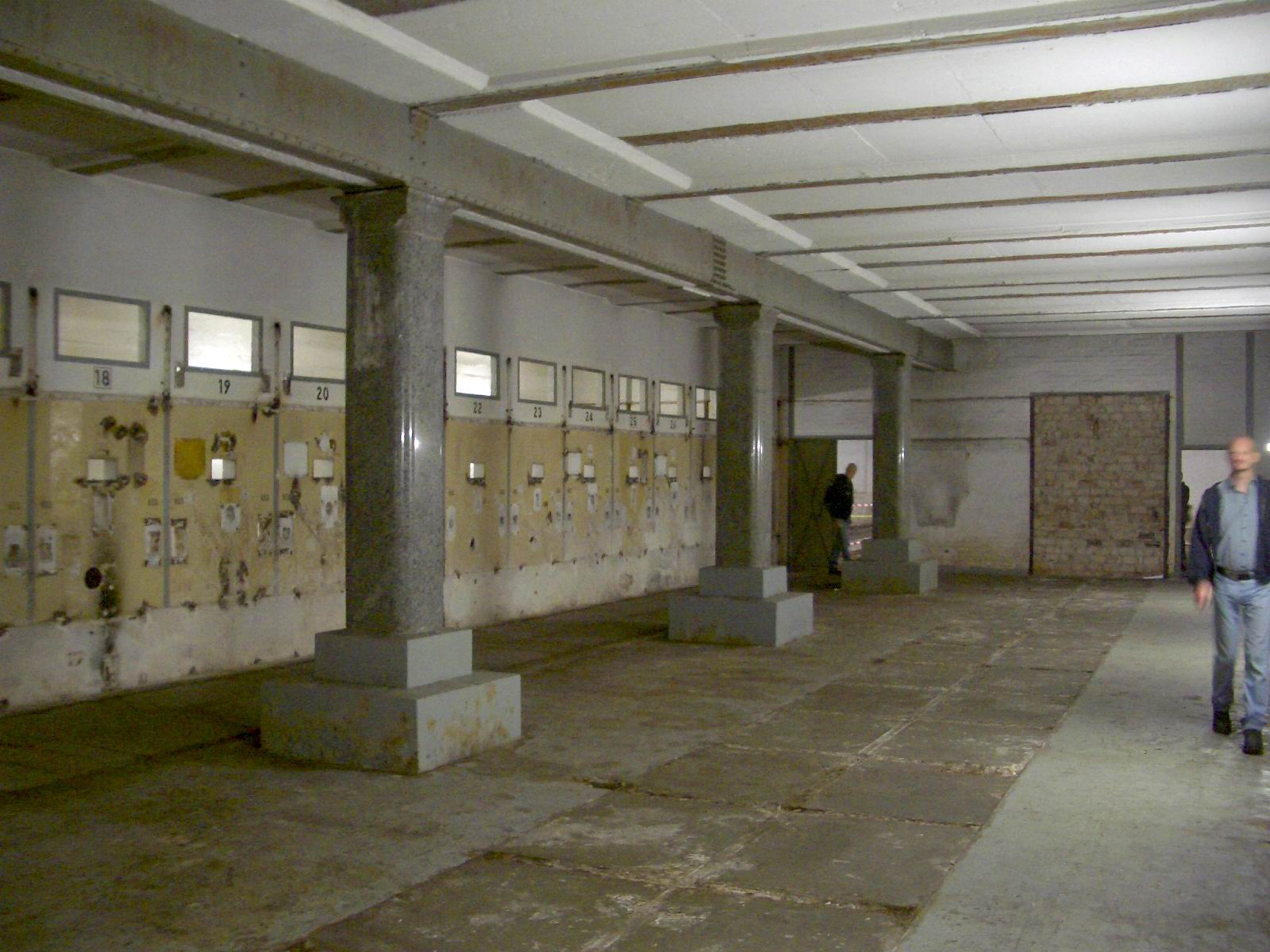
Der nie genutzte U-Bahnhof

Ursprünglich war geplant, die spätere U-Bahn-Linie U8 nicht über den Moritzplatz, sondern über den Oranienplatz zu führen. Die entsprechende Bahnstrecke war bereits vor dem Ersten Weltkrieg im Bau. Die Stadt Berlin entschied sich 1927 allerdings für eine Strecke über den Moritzplatz, anstatt über den Oranienplatz.
Der Rohbau wurde nach 1927 für andere Zwecke verwendet. Während des Zweiten Weltkriegs wurde in dem Areal ein Luftschutzbunker errichtet. 2015 wurde er aufgrund  statischer Probleme zugeschüttet.

## Umbau
In den Jahren 2007/2008 wurde der Oranienplatz in Anlehnung an den historischen Grundriss umgebaut. Durch den Umbau sollte die ursprüngliche Gestalt und Aufteilung der Platzfläche wieder erlebbar gemacht werden. Die Aufenthalts- und Fußgängerverkehrsflächen wurden vergrößert und Pflanzungen ergänzt oder erneuert.